# Джо Бонамаса
Джо Бонамаса (на английски: Joe Bonamassa) е американски блус рок китарист и певец.
Той започва музикалната си кариера през 1989 г. от групата Блъдлайн. Издава първия си солов албум „A New Day Yesterday“ през 2000 г. През 2009 г. получава наградата на списание Класик рок „Пробив на годината“.
Бонамаса си сътрудничи с много музиканти, сред които Б.Б. Кинг, Ерик Клептън, Бет Харт, Пол Роджърс, Лесли Уест, Джон Лорд, Винс Гил, Санди Том и Глен Хюз. Освен това участва в проекта на Хюз Блек Кънтри Комюниън, заедно с Джейсън Бонъм и Дерек Шериниън.
Музиката на Бонамаса е смесица от няколко различни стила, въпреки че е основно съставена от блус рок, след преместването му в Санторини, Гърция през 2009 г, за записите на „Black Rock“, музиката му придобива източни влияния изразяващи се в допълнителни инструменти като бузуки и кларино. Освен това прави кавъри на Джон Хиат и Ленард Коен.

## Произход и младежки години
Бонамаса се ражда и израства в Ню Хартфорд, Ню Йорк. Родителите му са собственици на магазин за китари, а самият той става четвърто поколение музикант – неговите прадядо и дядо са свирели на тромпет, а баща му е китарист. Именно родителите му насърчават от най-ранна възраст Бонамаса да се занимава с музика. Той редовно слуша богатата музикална колекция на родителите си и често от 7-годишна възраст слуша заедно с тях записи на Гитар Слим, Бони Райт, Кросби, Стилс, Неш и Йънг, Ерик Клептън и Джетро Тъл. След време започва да гледа на музиката си като на амалгама от разнообразната рок и блус музика, която е слушал като дете.
Получава първата си китара като подарък от баща си за четвъртия си рожден ден, а на 7 вече свири Стиви Рей Вон и Джими Хендрикс. На 11 под влиянието на Дани Гатън се запознава със стилове като кънтри, джаз и полка. В този период Бонамаса прекарва много време с Гатън и групата му, винаги когато те са в Ню Йорк. Бонамаса подгрява за Б.Б. Кинг за първи път, когато е на 12 години. На 14 е поканен на фестивал организиран от Фендер. По време на това пътуване до западния бряг той се запознава с Бери Оукли Младши, с когото основават Блъдлайн, в чийто състав влизат още синът на Майлс Дейвис Ерин и синът на Роби Кригър Уейлън. В този състав издават един албум, от който излизат два сингъла, които влизат в класациите – „Stone Cold Hearted“ и „Dixie Peach“. Оттогава насам Бонамаса е свирил с Бъди Гай, Форинър, Робърт Крей, Стивън Стилс, Джо Кокър, Грег Олман, Стив Уинууд, Пол Джоунс, Стийв Лукадър, Тед Нюджънт, Уорън Хейнс, Ерик Клептън, Дерек Тръкс и Джак Брус.

## Влияния
За разлика от много други блус рок китаристи, Бонамаса включва сред музикантите, оказали му най-голямо влияние британски и ирландски блус изпълнители, а не американски. Бонамаса намира за много по-интересни европейските блусари като Джеф Бек Груп, Ерик Клептън и Рори Галахър от оригиналните делта блус музиканти като Гитар Слим, Робърт Джонсън и Мъди Уотърс (с изключение на Б.Б. Кинг). В интервю за списание Гитарист, Бонамаса изброява три албума, които определя като решаващи за звученето му: „Blues Breakers with Eric Clapton“ на Джон Мейол и Блусбрейкърс и Ерик Клептън, „Irish Tour '74“ на Рори Галахър и „Goodbye“ на Крийм. Албума „Texas Flood“ на Стиви Рей Вон Бонамаса определя като много важен за по-младите си години.
По-нататък в интервюто той продължава да коментира музикантите, които са му повлияли:
| „ | Героите ми бяха хора като Пол Косов, Питър Грийн и Ерик Клептън. Има толкова много – Гери Мур, Рори Галахър – друг ирландец, който свири същите неща, но не му го казвайте. Но тези момчета са моите момчета – Джеф Бек и Джими Пейдж. Те имат известна изтънченост в подхода си към блуса, която наистина харесвам повече от подхода при американския блус. Б.Б. Кинг ми е повлиял много – може би е най-голямото ми традиционно блус влияние. Обичам Мъди Уотърс, Робърт Джонсън и Ти Боун Уокър и други подобни работи, но не мога да седна... Винаги съм се насилвал да чуя целия им запис, а в същото време бих предпочел да чуя „I'm Ready“ на Хъмбъл Пай, а не Мъди Уотърс. Мисля, че английската интерпретация на блуса ми пасва много по-добре. | “ |

Интервю за Експрес§Стар от октомври 2008:
| „ | Когато чух Косов да свири „Mr. Big“ и когато чух Клептън да свири „Crossroads“ и когато чух Рори Галахър да свири „Cradle Rock“ си мислех – Това е много по-яко... британският блус е моето място. Чух Род Стюарт и Джеф Бек Груп да изпълняват „Let Me Love You“ и това промени живота ми. Вече знаех точно какво искам да правя. Това са моите влияния. | “ |

Тези влияния са очевидни в музиката му, но Бонамаса е повлиян и от други музиканти, като Б.Б. Кинг, Робърт Джонсън, Дани Гатън, Ерик Джонсън, Албърт Колинс, Стиви Рей Вон и Бъди Гай. Стилът на Бонамаса включва рок, блус рок, делта блус, електрически блус, джаз, кънтри и дори прогресив рок, както се вижда от частите „Heart of the Sunrise“ и „Würm“ на Йес, които често изпълнява на концертните си.

## Дискография

### Солови албуми
| Студийни соло албуми - A New Day Yesterday (2000) - So, It's Like That (2002) - Blues Deluxe (2003) - Had to Cry Today (2004) - You & Me (2006) - Sloe Gin (2007) - The Ballad of John Henry (2009) - Black Rock (2010) - Dust Bowl (2011) - Driving Towards the Daylight (2012) - Different Shades of Blue (2014) - Blues of Desperation (2016) - Redemption (2018) - Joe Bonamassa Christmas Comes But Once a Year (2019) - Royal Tea (2020) - Time Clocks (2021) - Breakthrough (2025) Видео албуми - A New Day Yesterday Live (2002) - Live at Rockpalast (2005) - Live from the Royal Albert Hall (2009) - Beacon Theatre: Live from New York (2012) Съвместни албуми - Don't Explain (2011) (с Бет Харт) Албуми на Блек Кънтри Комюниън - Black Country (2010) - 2 (2011) - Live Over Europe (2012) - Afterglow (2012) | Участия като гост музикант - Джо Лин Търнър – Holy Man (2000) - Джо Лин Търнър – JLT (2003) - Уолтър Траут енд дъ Радикалс – Full Circle (2006) - Карл Верхейен Бенд – Trading 8s (2009) - Шанън Кърфман – What You're Getting Into (2010) - Санди Том – Merchants and Thieves (2010) - Хийлинг Сиксийс – Blue Jay (2010) - Лий Ритенур – 6 String Theory (2010) - Хенрик Фрайшледър – Still Frame Replay (2011) - Дон Еъри – All Out (2011) - Дерек Шериниън – Oceana (2011) - Лесли Уест – Unusual Suspects (2011) - Джим Шулър § Мънки Бийт – Tijuana Bible (2009) - Юръп – Bag of Bones - Джон Лорд – Concerto for Group and Orchestra (албум) (2012) |